# Kolba (chemia)

Kolby reakcyjne:
1. kolba trójszyjna
2. kolba Schlenka

Kolba – podstawowe naczynie laboratoryjne, które służy do prowadzenia reakcji chemicznych, przechowywania odczynników, destylacji i wielu innych procesów prowadzonych z ciekłymi materiałami.
Współcześnie kolby są na ogół wykonywane ze szkła boro-krzemianowego, które charakteryzuje się stosunkowo niską temperaturą topnienia, obojętnym pH powierzchni, oraz dużą, jak na szkło, odpornością mechaniczną, zwłaszcza przy nagłych zmianach temperatury.
Kolby, ze względu na ich przeznaczenie, można podzielić na:

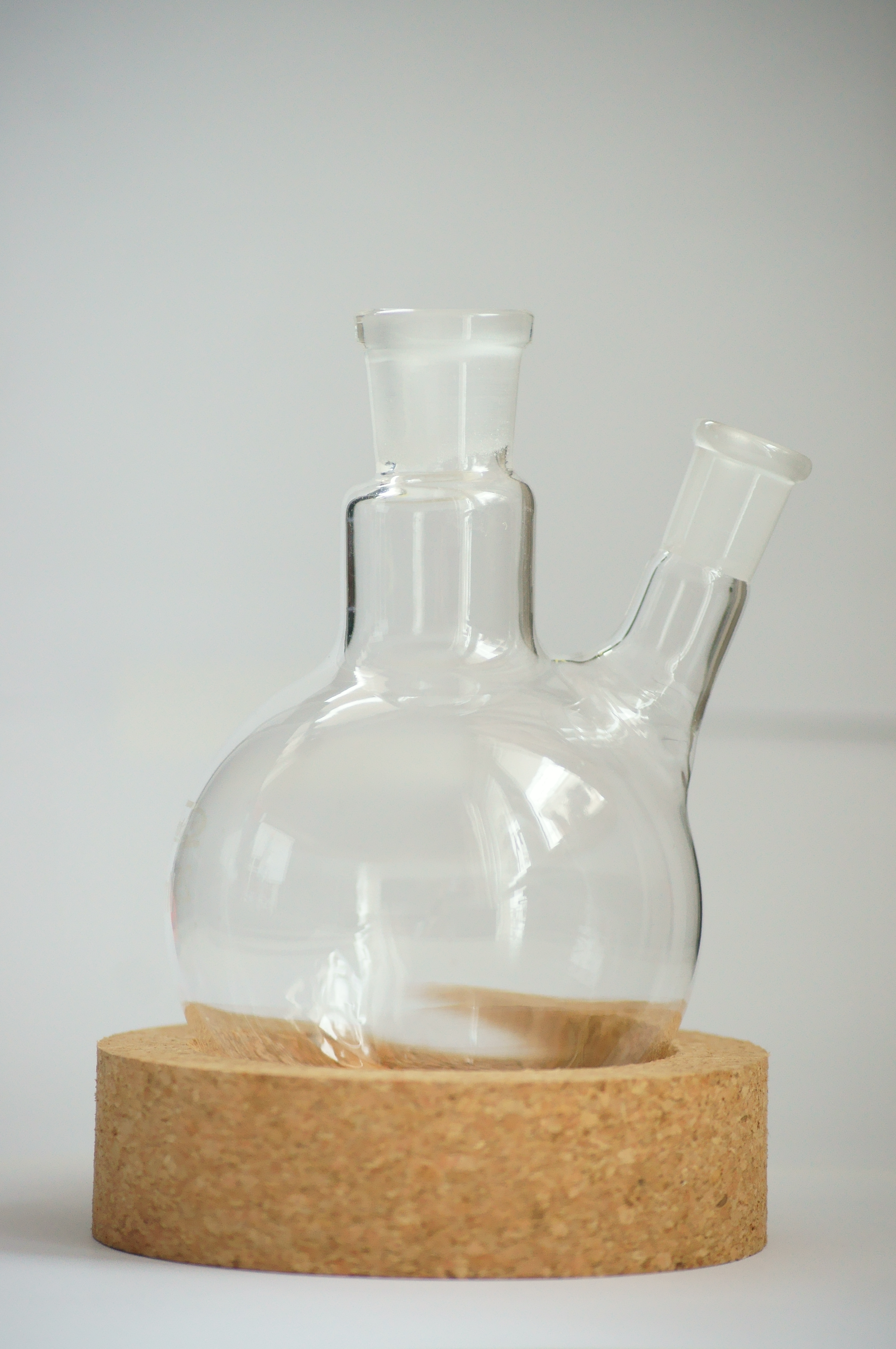
Dwuszyjna kolba okrągłodenna

- kolby reakcyjne – które zwykle mają kształt kuli (tzw. kolby okrągłodenne) i są zaopatrzone w szyje, na końcach których są szlify, umożliwiające szybkie i szczelne łączenie ich z resztą aparatury (np. chłodnicą czy wkraplaczem); kolby reakcyjne są zwykle wykonywane z grubego szkła; dzięki kulistemu kształtowi znoszą one dobrze duże różnice ciśnień, na skutek czego można w nich prowadzić reakcje zarówno w warunkach próżniowych, jak i wysokiego nadciśnienia; mniej typowe odmiany kolby reakcyjnych to:
  - kolby sulfonacyjne, które składają się z dwóch części: okrągłodennego naczynia i kapelusza z szyjami; kapelusz łączy się z naczyniem poprzez płaski szlif kołnierzowy, podobnie jak to ma miejsce w eksykatorach; kolby takie jest łatwo rozładować, zwłaszcza w sytuacji, gdy mieszanina reakcyjna ulega zestaleniu w wyniku reakcji;
  - kolba Schlenka – jest to kolba o kształcie kulistym lub zbliżonym do probówki, zwykle jednoszyjna, zaopatrzona w boczny kran z oliwką; kran ten umożliwia łatwe łączenie kolby z linią próżniowo-azotową, poprzez wąż laboratoryjny i prowadzenie reakcji bądź w próżni, bądź też w atmosferze azotu;
- kolby destylacyjne – są przeznaczone do umieszczania w nich mieszanin, które mają podlegać destylacji, a także do odbioru produktów destylacji; kolby destylacyjne występują w różnych kształtach – spotyka się kolby okrągłodenne, podobne do kolb reakcyjnych, kolby stożkowe, kolby o kształcie gruszki oraz kolby podłużne, o kształcie zbliżonym do probówki; kolby destylacyjne mają zwykle tylko jedną wąską szyję zakończoną szlifem;

- kolby do przechowywania odczynników – są to zwykle kolby płaskodenne, które można dzięki temu wygodnie stawiać na stole lub w szafce. Kolby te nie wytrzymują zbyt dużych różnic temperatury ani ciśnienia, ze względu na naprężenia jakie powstają w płaskim dnie; kolby te są zwykle wykonywane z gorszej jakości szkła niż kolby reakcyjne, gdyż nie są one przeznaczone do znoszenia ostrych warunków; niektóre rodzaje tych kolb są zaopatrywane w szyjki ze szlifem, które zamyka się korkiem szklanym, inne z kolei mają szyjki gwintowane i zamyka się je odpowiednią nakrętką lub automatycznym dozownikiem; kolby te występują w dwóch typowych kształtach:
  - kolba okrągła – która ma kształt ściętej od dołu kuli; W kolbach tych występują często długie szyjki; czasami mają one nacięcie na szyjce, które określa dokładnie określoną objętość kolbki; tego rodzaju kolby są nazywane kolbami miarowymi; służą one do sporządzania i przechowywania roztworów mianowanych;
  - kolba Erlenmeyera wprowadzona w roku 1861 przez niemieckiego chemika Emila Erlenmeyera (1825–1909) – ma kształt stożka, zakończonego zwykle szlifem; kolby stożkowe są bardzo popularne, ze względu na ich niską cenę (są proste w produkcji) oraz poręczność;

Kolba ssawkowa

- kolby ssawkowe – są to kolby płaskodenne, ale wykonywane z bardzo grubego i wytrzymałego szkła; mają one zwykle kształt stożkowy – zbliżony do kształtu kolby Erlenmeyera, ale dodatkowo mają oliwkę, zwykle umieszczaną w bocznej ściance na ⅔ wysokości od dna; kolby te służą do współpracy z pompkami wodnymi lub pompami próżniowymi w trakcie filtracji próżniowej, lub jako dodatkowe zabezpieczenie w trakcie destylacji i innych procesów prowadzonych pod zmniejszonym ciśnieniem.